# Mohammed Allach
Mohammed Allach, né le 20 septembre 1973 à La Haye aux Pays-Bas, est un footballeur néerlandais d'origine marocaine ayant notamment évolué en Eredivisie. Il possède la double nationalité néerlandaise et marocaine. Depuis octobre 2013, il est directeur technique du club Vitesse Arnhem.

## Biographie

### Carrière en club
Né de parents immigrés marocains à La Haye, Allach commence sa carrière professionnelle sur le tard, à l'âge de 23 ans.
Avec les clubs du FC Groningue et du FC Twente, il dispute 81 matchs en Eredivisie, inscrivant un but.